# 한국영화아카데미발전기금
한국영화아카데미발전기금은 영화진흥위원회 한국영화아카데미의 발전에 기여하기 위하여 2006년 9월 18일 설립된 문화체육관광부 소관의 재단법인이다. 사무실은 서울특별시 마포구 서교동 337-8에 있다.

## 주요 업무
- 국내외 영화, 애니메이션 학술교류 지원
- 한국영화아카데미의 학생 및 교직원의 예술 및 연구활동 지원
- 한국영화아카데미의 교육과정 중 제작하는 작품의 제작지원(실습, 제작연구과정의 산학협동 제작 등)
- 장학사업
- 한국영화아카데미의 교육기자재 및 시설확충
- 한국영화아카데미 홍보 및 문화활동 지원
- 영화인 교육을 위한 각종 프로그램운영 및 지원